# Javi Venta
Javier Rodríguez Venta (Pola de Siero, Asturias, España 13 de diciembre de 1975), conocido como Javi Venta, es un exfutbolista y entrenador español. Jugaba como defensa y actualmente es segundo entrenador del Valencia Club de Fútbol Mestalla del grupo III en la Segunda División B de España.

## Trayectoria como jugador
Javi Venta empezó a jugar en las categorías inferiores del Club Deportivo Romanón y del Real Oviedo, equipo que lo cedió al Club Marino de Luanco, que militaba en Segunda División B. Tras su cesión firmó por la R. S. Gimnástica de Torrelavega, donde jugó dos temporadas, también en la Segunda B.

### Villarreal C. F.
En el verano de 1999 Javi Venta fue contratado por el Villarreal C. F. para que reforzara al C. D. Onda, de Tercera División, equipo de la localidad de Onda, vecina a Villarreal, que en aquellos años tenía un convenio con la entidad amarilla como equipo filial. Tras una temporada en el Onda, el Villarreal decidió que jugara cedido en el Racing Club de Ferrol de la Segunda División para que continuara con su progresión. Tras una buena campaña, volvió a marcharse cedido, esta vez al C. D. Tenerife de la Primera División.
Tras esos tres años en distintos clubes, Javi pasó a integrar la primera plantilla del Villarreal en la temporada 2002/03, año en el que el jugador no disfruto de demasiadas oportunidades en el terreno de juego, ya que la titularidad en su puesto era para el campeón de la Copa Mundial de Fútbol de 2002 con la selección brasileña, Juliano Belletti. El año siguiente volvió a disputarse el puesto con el internacional brasileño, aunque logró disfrutar de más oportunidades. Tras la marcha de Belletti al F. C. Barcelona en 2004, el club fichó a Armando Sá para cubrir el puesto dejado por el jugador brasileño, pero ese año Venta se hizo finalmente con la titularidad, llegando a disputar treinta y dos encuentros de Liga y nueve de Copa de la UEFA. En la temporada 2005/06 continuó siendo el lateral derecho con más minutos pese a la contratación del internacional neerlandés Jan Kromkamp primero, y del campeón de la Liga de campeones Josemi después. Al final de la temporada llegó a ir concentrado con la selección española de fútbol para preparar la Copa Mundial de Fútbol de 2006 en Alemania, aunque finalmente no fue convocado. En la temporada 2006/07 sufrió varias lesiones que le impidieron disputar un mayor número de partidos.
En Primera División sólo ha marcado dos goles, en su primera temporada con el Tenerife en el estadio Santiago Bernabéu y en El Madrigal en el último partido de la campaña 2007/08, contra el R. C. D. Español.

### Levante U. D.
El jugador asturiano recaló en el Levante U. D. el 19 de agosto de 2010 para militar dos temporadas en el club valenciano. No obstante, tras el descenso del submarino amarillo, rescindió su contrato y el 1 de junio de 2012 se anunció su fichaje por una temporada con el Villarreal. Así pues, dos temporadas después regresó al club con el que más partidos ha disputado.

## Clubes como jugador
| Club                            | País       | Año        | Partidos | Goles |
| ------------------------------- | ---------- | ---------- | -------- | ----- |
| Real Oviedo "B"                 | España     | 1995-1996  | ¿?       | ¿?    |
| Club Marino de Luanco           | España     | 1996-1997  | ¿?       | ¿?    |
| R. S. Gimnástica de Torrelavega | España     | 1997-1999  | ¿?       | ¿?    |
| C. D. Onda                      | España     | 1999-2000  | ¿?       | ¿?    |
| Racing Club de Ferrol           | España     | 2000-2001  | 39       | 0     |
| C. D. Tenerife                  | España     | 2001-2002  | 29       | 1     |
| Villarreal C. F.                | España     | 2002-2010  | 182      | 1     |
| Levante U. D.                   | España     | 2010- 2012 | 31       | 1     |
| Villarreal C. F.                | España     | 2012-2013  | 15       | 0     |
| Brentford F. C.                 | Inglaterra | 2013-2014  | 4        | 1     |

## Clubes como entrenador
| Club                                     | País   | Año   |
| ---------------------------------------- | ------ | ----- |
| Valencia C. F. Mestalla (2.º entrenador) | España | 2019- |

## Palmarés
| Título         | Club             | País                                      | Año  |
| -------------- | ---------------- | ----------------------------------------- | ---- |
| Copa Intertoto | Villarreal C. F. | Heerenveen (P. Bajos) Villarreal (España) | 2003 |
| Copa Intertoto | Villarreal C. F. | Madrid (España) Villarreal (España)       | 2004 |